# Гарднер, Чарльз Остин
Чарльз О́стин Га́рднер (англ. Charles Austin Gardner; 6 января 1896 — 24 февраля 1970) — австралийский ботаник английского происхождения.

## Краткая биография
Чарльз Остин Гарднер родился 6 января 1896 года в Ланкастере. В 1909 году с семьёй переехал в Западную Австралию. С детства интересовался ботаникой и искусством.
Описал 8 родов и около 200 видов растений.
Умер 24 февраля 1970 года в возрасте 74 лет от диабета.

## Научные работы
- Botanical Notes, Kimberley Division of Western Australia, 1920
- Enumeratio Plantarum Australiae Occidentalis, 1930
- The Toxic Plants of Western Australia

и др.